# Klepacze (przystanek kolejowy na Litwie)
Klepacze (lit. Klepočiai, ros. Кляпочяй) – przystanek kolejowy w miejscowości Klepacze, w okręgu wileńskim, w rejonie trockim, na Litwie. Leży na linii dawnej Kolei Warszawsko-Petersburskiej.